# Cá mòi dầu Ấn Độ
Cá mòi dầu Ấn Độ (Danh pháp khoa học: Sardinella longiceps) là một loài cá vây tia trong chi Cá trích. Đây là một trong hai loài cá thương phẩm quan trọng nhất ở Ấn Độ (cùng cá thu), chúng cũng được tìm thấy trong các khu vực phía bắc của Ấn Độ Dương. Những con cá ăn thực vật phù du (diatoma), động vật phù du (chân chèo).

## Đặc điểm
Cá mòi nhỉnh hơn cá diếc, màu trắng bạc, mình dẹt, có nhiều xương dăm. Thân cá dài từ 15 – 20 cm, vảy bạc mềm, khối lượng trung bình từ 0,8 - 1,2 lạng/con, có con to tới 1,5 - 2 lạng. Thịt cá mòi màu trắng, vị bùi. Vào mùa sinh sản con nào cũng có trứng, ăn có vị thơm ngậy. Mắt cá mòi tinh, chúng có thể phát hiện các loại lưới thông thường. Cá mòi được sinh ra ở sông nhưng lại bơi ra biển để sống, chỉ tới tháng ba đến mùa sinh sản chúng mới quay về nơi mình sinh ra để đẻ trứng. Đặc điểm của cá mòi là đưa lên mặt nước sẽ chết ngay.
Ở Việt Nam, Cá mòi trên sông Hồng có nhiều từ tháng giêng đến tháng tư âm lịch và rộ nhất vào thời điểm hoa gạo bung nở. Loại cá này có thể sống cả ở nước mặn biển Đông và nước ngọt sông Hồng, bến đò Vũ Điện xã Hoàng Hanh, thành phố Hưng Yên được xem là vựa cá mòi lớn nhất. Ở đây mực nước sâu, lại là ngã ba sông Hồng, sông Luộc, sông Nam Định, nên cá về nhiều.